# عمليات الخفجي المشتركة
عمليات الخفجي المشتركة هي عمليات لإنتاج النفط المشترك بين المملكة العربية السعودية والكويت، انطلقت في عام 2000 من خلال شراكة بين شركة أرامكو لأعمال الخليج والشركة الكويتية لنفط الخليج.

## وصلات خارجية
- الموقع الرسمي.